# گرگین بیگ اوصانلو
گرگین بیگ اوصانلو سرکرده ایل اصانلو  و از همراهان تیمور لنگ بود که تیمور در سال ۸۰۲ ق مامور سرکوب عشایر و کردهای شریرۀ حواشی ارومیه کرد.فرزندان گرگین بیگ پس از او حکومت را در ارومیه در دست گرفتند.